# Passiflora hatschbachii
Passiflora hatschbachii är en passionsblomsväxtart som beskrevs av A.C. Cervi. Passiflora hatschbachii ingår i släktet passionsblommor, och familjen passionsblomsväxter. Inga underarter finns listade i Catalogue of Life.